# Edward Kokoszko
Edward Kokoszko (* 24. August 1900 in Izdebno Kościelne bei Grodzisk Mazowiecki; † 12. Mai 1962 in Warschau) war ein polnischer Landschaftsmaler, Lehrer und Warschauer Kulturaktivist.

## Leben und Wirken
Kokoszko studierte von 1917 bis 1920 Malerei an der Warschauer Zeichenschule („Miejska Szkoła Rysunkowa“) bei Miłosz Kotarbiński und Jan Kauzik. Von 1921 bis 1922 setzte er seine Studien an der privaten Schule für Malerei von Konrad Krzyżanowski und bis zum Jahr 1926 an der Schule der schönen Künste bei Tadeusz Pruszkowski fort. Außerdem studierte er Grafik bei Władysław Skoczylas. Nach Abschluss des Studiums lebte er drei Jahre in Paris, wo er seine künstlerischen Fähigkeiten vertiefte.
Seit 1929 arbeitete er als Zeichenlehrer an der Warschauer Schule der schönen Künste, ab 1930 als Pruszkowskis Assistent. Von 1932 bis 1947 (unterbrochen vom Zweiten Weltkrieg) lehrte er an der Städtischen Schule für dekorative Kunst und Malerei („Miejska Szkoła Sztuk Zdobniczych i Malarstwa“) in Warschau. Im Jahr 1947 wurde er zum Professor am Lehrstuhl für Malerei an der Akademie der Bildenden Künste in Warschau berufen. Von 1950 bis 1952 war er hier Dekan der Fakultät für Malerei.
Kokoszko beteiligte sich aktiv in der Warschauer Künstlergemeinschaft. So war er Mitglied in verschiedenen Künstlerorganisationen und -initiativen, wie der Bruderschaft von St. Lukas („Bractwo św. Łukasza“, ab 1925), der Kooperative ŁAD („Spółdzielnia Artystów Plastyków ŁAD“, seit 1926), der ZAP (Bloku Zawodowych Artystów Plastyków, seit 1934), dem Verband der Polnischen Bildenden Künstler ZPAP (1945) und der Powiśle-Gruppe (seit 1948). In den Jahren 1935 bis 1938 gab er den Monatstitel „Plastyka“ heraus, das Presseorgan des Bloks.
Kokoszko malte vorwiegend Landschaften, häufig auch Stadtansichten von Warschau. Er betätigte sich auch als Wandmaler, Bildkonservator, Kritiker und Kolumnist. Einzelausstellungen seiner Werke wurden vor und nach dem Zweiten Weltkrieg in der Warschauer Zachęta-Galerie (1933, 1954 und 1961) und im Ausland organisiert. Verschiedene polnische Museen sind im Besitz seiner Werke.